# آمن، سوئیس
شهر آمن   در بخش اوکدورف  در ایالت لوسرن در کشور سوئیس  واقع شده‌است و بر طبق آمار ۳۱ دسامبر ۲۰۱۰ تعداد  ۲۸٬۰۳۱ نفر جمعیت دارد.